# Morkinskinna

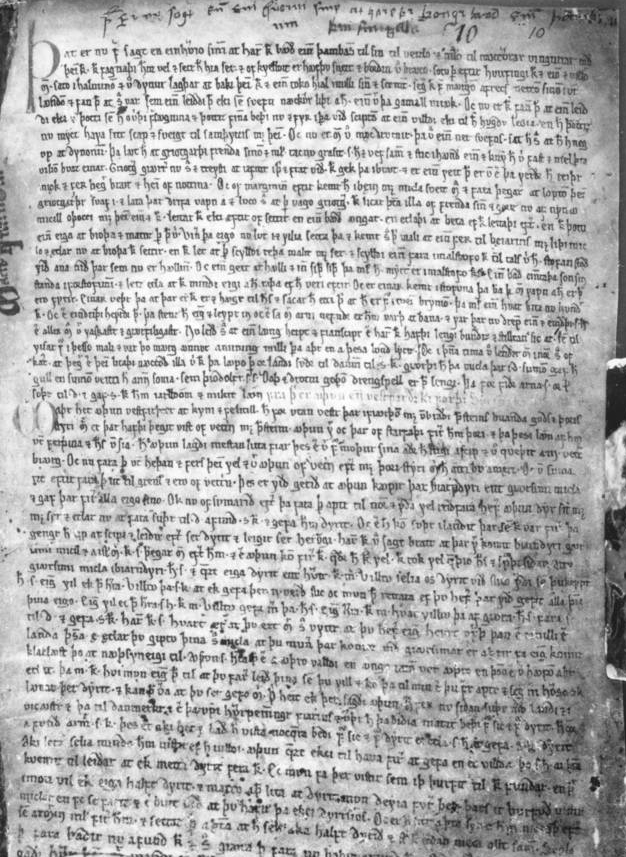
Ein Blatt des Morkinskinna-Manuskripts

Die Morkinskinna ist eine altnordische Königssaga, die die Geschichte der norwegischen Könige von etwa 1025 bis 1157 erzählt. Die Saga wurde auf Island um 1220 geschrieben und ist in einer Handschrift aus der Zeit um 1275 erhalten geblieben.
Der Name Morkinskinna bedeutet "verschimmeltes Pergament" und ist ursprünglich der Name des Manuskript-Buchs, in dem die Saga erhalten geblieben ist. Das Buch selbst, GKS 1009 fol, befindet sich derzeit in der Dänischen Königlichen Bibliothek in Kopenhagen. Sie wurde im Jahr 1662 von Þormóður Torfason (Tormod Torfæus) aus Island nach Dänemark gebracht.
Im Jahr 2000 wurde die Saga von Theodore Murdock Andersson und Kari Ellen Gade in die englische Sprache übersetzt.

## Inhalt
Die Saga beginnt im Jahr 1025 oder 1026 und bricht in der erhaltenen Handschrift im Jahre 1157, nach dem Tod von König Sigurd II. ab. Ursprünglich wird die Saga länger gewesen seien und möglicherweise bis ins Jahr 1177 reichen, so wie die Erzählungen Fagrskinna und Heimskringla, die die Morkinskinna als eine ihrer Quellen verwenden. Neben der Haupt-Saga wird der Text mit Zitaten aus verschwenderisch eingestreuten skaldischen Versen (etwa 270 Strophen) ergänzt und enthält eine Reihe von kurzen isländischen Märchen, die als Þættir bekannt sind.